# إم هو
آم هو (27 يناير 1982) ممثل كوري جنوبي . إشتهر بدور الملك في مسلسل جوهرة القصر.

## روابط خارجية
- إم هو على موقع IMDb (الإنجليزية)
- إم هو على موقع قاعدة بيانات الفيلم (الإنجليزية)